# Hlínoviště
Hlínoviště (německy Leimgruben) je vesnice, část města Bělá pod Bezdězem v okrese Mladá Boleslav. Nachází se 4,3 kilometru západně od Bělé pod Bezdězem.
Severně od zastavěného území prochází silnice I/38. Jižně od zastavěného území prochází železniční trať Bakov nad Jizerou – Jedlová, převážně mimo území Hlínoviště; na jeho území však leží staniční budova železniční stanice Bezděz (Hlínoviště čp. 48), k níž přiléhá oddělená část vesnice při silnici do obce Bezděz.

## Historie
První písemná zmínka o vesnici pochází z roku 1834.

## Obyvatelstvo
| Rok            | 1869 | 1880 | 1890 | 1900 | 1910 | 1921 | 1930 | 1950 | 1961 | 1970 | 1980 | 1991 | 2001 | 2011 | 2021 |
| -------------- | ---- | ---- | ---- | ---- | ---- | ---- | ---- | ---- | ---- | ---- | ---- | ---- | ---- | ---- | ---- |
| Počet obyvatel | 317  | 312  | 318  | 301  | 299  | 280  | 304  | 224  | 213  | 210  | 189  | 173  | 179  | 174  | 174  |
| Počet domů     | 49   | 52   | 55   | 55   | 55   | 55   | 66   | 74   | 74   | 58   | 51   | 60   | 62   | 71   | 76   |

## Obecní správa
Do listopadu 1938 bylo Hlínoviště součástí města Bělá pod Bezdězem. Mezi 17. a 18. říjnem 1938 došlo k neoprávněnému vniknutí německých vojenských jednotek, obsazení vesnice a zatčení několika obyvatel. V květnu 1939 bylo začleněno do okresu Česká Lípa (Landkreis Böhmisch Leipa) Říšské župy Sudety, zatímco Bělá pod Bezdězem byla na území Protektorátu Čechy a Morava. V srpnu 1939 bylo Hlínoviště připojeno k okresu Dubá (Landkreis Dauba).